# Efekt staklenika
Učinak staklenika, staklenički učinak, efekt staklenika ili staklenički efekt (eng. greenhouse effect) je zagrijavanje Zemljine površine i donjih slojeva Zemljine atmosfere probirnim propuštanjem toplinskog zračenja: atmosfera propušta velik postotak vidljive Sunčeve svjetlosti koja zagrijava Zemlju, a dio te energije reemitira se u obliku dugovalnoga toplinskog zračenja natrag u atmosferu. Najveći dio te energije upija (apsorbira) se u atmosferi molekulama vodene pare, ugljikovog dioksida, te u manjoj mjeri nekih drugih plinova (klorofluorougljici, metan i drugi) i odbija (reflektira) natrag prema Zemlji. Da nema učinka staklenika, temperatura bi na Zemlji bila –73°C. Zbog povećanog stvaranja ugljikovog dioksida industrijskim procesima (industrijska revolucija) posljednjih se stotinjak godina učinak staklenika povećava i dovodi do općeg zagrijavanja atmosfere, a samim time i klimatskih promjena. To je proces u kojem naš planet ne uspijeva održati ravnotežu između energije prikupljene sa Sunca i topline izračene u svemir. Plinovi čija je koncentracija porasla zagađenjem atmosfere odbijaju dio topline natrag na Zemlju, što izaziva podizanje temperature atmosfere ne bi li se uspostavila nova ravnoteža. Sličan proces odvija se u stakleniku, pa odatle i naziv.

## Staklenički plinovi
Staklenički plinovi su plinovi koji uzrokuju staklenički učinak u planetarnoj atmosferi. Najzastupljeniji i najjači staklenički plin je vodena para. Plinovi kojih je manje i imaju slabiji učinak su ugljikov dioksid i metan. Vodena para je uglavnom rezultat isparavanja hidrosfere i transpiracije biljnog pokrova, ugljikov dioksid je rezultat aerobnog disanja i gorenja, a metan taljenja i raspada klatrata, anaerobnih procesa, kao i nekih industrijskih procesa (industrijski uzgoj životinja, pročišćavanje otpadnih voda, sječa šuma, prehrana). Zajednička značajka svih stakleničkih plinova je da otežavaju izlazak dugovalnog toplinskog zračenja iz atmosfere planeta. Neki od njih imaju negativni utjecaj na koncentraciju ozona u stratosferi. Rezultat nazočnosti stakleničkih plinova je podignuta temperatura atmosfere, zbog čega je taj učinak odgovoran za održavanje života na Zemlji, koja bi bez njega bila u prosjeku 33 ºC hladnija. U novije vrijeme, pronađeno je da je njihova povišena koncentracija u vezi s globalnim zatopljenjem. Od početka industrijske revolucije, izgaranje fosilnih goriva je doprinijelo povećanju ugljikovog dioksida u atmosferi, s 0,028 % na 0,039 % (povećanje za 40 %).

### Uzroci nastanka stakleničkih plinova
Kao glavni krivac do sada je proglašavan ugljikov dioksid (CO2), čija je koncentracija u atmosferi podignuta izgaranjem fosilnih goriva (ugljena, nafte, plina). No, zadnja istraživanja ukazuju na to da ugljični dioksid nije najveći uzročnik zatopljenja! Zahvaljujući mjehurićima zraka zarobljenim u polarnom ledu bilo je moguće odrediti sastave atmosfere od 1850. godine do danas. Rezultati pokazuju da je promjena klime zadnjih dvadesetak godina najvećim dijelom uzrokovana troposferskim ozonom (O3), metanom (CH4), klorofluorougljicima (CFC), i vrlo sitnim česticama čađi! Troposfera je dio atmosfere koji se proteže do 10 km visine. Poznati ozonski omotač, koji nas štiti od ultraljubičastog zračenje i kojeg klorofluorougljik i metan uništavaju, nalazi se između 20 i 30 km visine. Međutim, troposferski ozon jedan je od najopasnijih zagađenja u velikim gradovima jer je vrlo opasan za zdravlje.
Vrlo sitne čestice prašine (aerosoli) igraju isto bitnu ulogu. Dok neki odbijaju Sunčevo zračenje i time spuštaju temperaturu atmosfere, drugi imaju suprotan učinak. Kao čađ, na primjer, koja je crna i dobro apsorbira zračenje, i uz to omogućuje stvaranje naoblake sa sitnim kapima vode, dok nezagađen zrak ima oblake s velikim kapima. Takvi nezagađeni oblaci znatno učinkovitije odbijaju Sunčevo zračenje. Na primjer: satelitska slika istočne obale SAD-a pokazuje naoblaku sa sitnim kapima, dok područje iznad Kanade ima nešto čišći zrak i normalne oblake. Oceani također igraju veliku ulogu jer akumuliraju ogromnu količinu topline i određuju klimatska zbivanja u atmosferi. Stoga su vrlo bitan činitelj u predviđanjima promjena klime. Međutim, ova saznanja imaju i pozitivnu stranu. Predviđanja govore da bi smanjenje zagađenja zraka navedenim plinovima i aerosolima bilo neusporedivo bitnije i jednostavnije od smanjenja CO2.

## Povijest
Jedan od prvih koji je došao do spoznaje učinka staklenika bio je Joseph Fourier. On je 1820. izračunao da bi nebesko tijelo veličine Zemlje trebao biti znatno hladniji da toplina dolazi samo od Sunčeve energije. 1824. shvatio je da temperatura zemljine površine u velikoj mjeri ovisi o plinovima u Zemljinoj atmosferi, te je postavio temelje pojmove, koji će mnogo kasnije dobiti ime učinak staklenika. Već je 1872. bilo poznato da su vodena para i CO2 glavni staklenički plinovi, i da povećanje njihove koncentracije može uzrokovati povišenje temperature u nižim slojevima atmosfere.
Švedski kemičar Svante August Arrhenius, proučavao je 20-ih godina 19. stoljeća Fourierove radove i zaključio da ugljen izgarajući povećava koncentraciju CO2 u atmosferi te da to povećanje može dovesti do povećane adsorpcije Sunčeve energije u atmosferi što znači da dolazi do povišenja temperature na Zemlji. Njegov rad nije imao velikog odjeka u znanstvenoj zajednici i oni koji su ga opazili, smatrali su da oceani mogu apsorbirati povećanu količinu CO2 u atmosferi.

## Učinak staklenika na Veneri, Marsu i Titanu
U skupinu planeta sličnih Zemlji spadaju još dva planeta koja imaju atmosferu, a to su Venera i Mars. Oba planeta nepovoljna su za život, ali ne zbog svoje udaljenosti od Sunca. Razlog njihove nenaseljenosti je učinak staklenika. U tu skupinu možemo ubrojiti i jedan prirodni satelit s atmosferom, riječ je o Saturnovom mjesecu Titanu. 

### Venera
Venera je dobila ime prema Veneri, rimskoj božici ljepote. U našim krajevima poznata je i pod imenom zvijezda Danica ili jutarnja zvijezda, jer je vidljiva prije izlaska Sunca na istočnom nebu i odmah nakon zalaska Sunca na zapadnom nebu, a kad je u najsjajnijoj mijeni može se vidjeti i preko dana. Atmosfera Venere sastoji se najvećim dijelom od ugljikovog dioksida (96%) i dušika (3%). Ostalih 1% čine sumporov dioksid, vodena para, ugljikov monoksid, argon, helij, neon, ugljikov sulfid, klorovodik i fluorovodik. Velika količina ugljikovog dioksida stvara učinak staklenika, zbog čega temperatura na površini dostiže i 500°C, što je 400°C više od očekivanog. Srednja vrijednost temperature na površini iznosi 464°C. Tako je površina Venere toplija od površine Merkura, iako je u usporedbi s njim udaljena od Sunca otprilike dvostruko i prima četiri puta manje svjetlosti.

### Mars
Mars je četvrti po redu planet od Sunca koji je ime dobio po starorimskom bogu rata. Oko Marsa kruže dva mala prirodna satelita Fobos i Deimos.  Marsova atmosfera je primjetno drukčija od Zemljine, a sastoji se uglavnom od ugljikovog dioksida (95.32%), uz male primjese drugih elemenata kao što su dušik (2.7%), argon (1.6%), kisik (0.13%) i neon (0.00025%). Također sadrži i vodenu paru u vrlo malom postotku (0.03%), a u polarnim krajevima je nađen i ozon. Prosječna izmjerena temperatura na Marsovoj površini je -63°C, s maksimumom od 20°C i minimumom od -143°C. Najtoplija su područja oko ekvatora i u subsolarnoj točki zato što temperatura tla ovisi o kutu upada Sunčevih zraka i često varira jer je rijetka atmosfera slab toplinski spremnik. Na polovima temperatura zimi ne prelazi -113°C, a pada i do -153°C što je dovoljno da CO2 kondenzira. Tada dio atmosferskog CO2 prelazi u polarnu kapu što dovodi do naglog pada tlaka na tom području i zrak s čitavog globusa struji prema tom polu. Temperaturne razlika između svjetlijih i tamnijih područja, odnosno tla i atmosfere, uvjetuju miješanje atmosfere. Vjetrovi, koji su pri tlu brzine 10 m/s, podižu čestice prašine do 50 km uvis i prenose ih na udaljenosti od više tisuća kilometara. Vjetrovi dostižu brzine do 100 m/s, izazivajući godišnje stotinjak pješčanih oluja koje, kada je Mars u perihelu, a vjetar i temperatura u svom maksimumu, mogu prekriti cijeli planet prašinom. Pješčane oluje dovode do zanimljivog učinka „anti-staklenika“ odnosno velike količine prašine u atmosferi ne dopuštaju Sunčevoj svjetlosti da neoslabljena prodre do površine, a propuštaju toplinsko zračenje Marsove površine koja se hladi, dok se viši dijelovi atmosfere zagrijavaju.

### Titan
Titan je najveći prirodni satelit Saturna koji kruži oko Saturna na udaljenosti 1 221 830 km. Građen je od leda i stijenja. Unutrašnjost mu je vjerojatno razdvojena u nekoliko slojeva, sa središnjom jezgrom promjera oko 3 400 km, te nekoliko slojeva leda različitih kristalnih struktura. Unutrašnjost mu je možda još uvijek vruća. Iako po sastavu sličan ostalim Saturnovim satelitima, Titan je nešto veće gustoće. Razlog tome je što je dovoljno velik da pokrene proces gravitacijske kompresije odnosno zgušnjavanja zbog vlastite težine. Titan je jedini planetni satelit u Sunčevu sustavu koji posjeduje značajniju atmosferu. Atmosfera na površini stvara tlak od čak 1.5 bara, 50% više nego na Zemlji. Atmosfera je po sastavu većim dijelom molekularni dušik (94%), uz argon (6%) i nešto metana. Može se naći voda, te neki organski spojevi u tragovima (cijanovodik, ugljikov dioksid). Učinak staklenika na Titanu posljedica je metana, drugog stakleničkog plina, no s obzirom na to da njega nema dovoljno u atmosferi efekt je jako slab. Astronomi uspoređuju Titan s mladom Zemljom. To bi bilo pogodno mjesto za život, da površina Titana nije izuzetno hladna. Temperatura na Titanu je oko -180°C.

## Protokol iz Kyota
Protokol iz Kyota uz Okvirnu konvenciju Ujedinjenih naroda o promjeni klime dodatak je međunarodnom sporazumu o klimatskim promjenama, potpisan s ciljem smanjivanja emisije ugljikovog dioksida i drugih stakleničkih plinova. Do sad ga je potpisalo 170 država i vladinih organizacija (stanje: prosinac 2006.). Protokol je stupio na snagu 16. veljače 2005., kada ga je ratificirala Rusija. Države koje su ga ratificirale čine 61% zagađivača. Protokol je otvoren za potpisivanje u japanskom gradu Kyotu u organizaciji Konvencije Ujedinjenih naroda za klimatske promjene (UNFCCC), 11. prosinca 1997. Za njegovo stupanje na snagu bilo je potrebno da ga ratificira najmanje 55 država i da države koje su ratificirale protokol čine najmanje 55% zagađivača. To se dogodilo 16. veljače 2005., kada je Protokol ratificirala Rusija.
Protokolom se smanjuje ispuštanje 6 stakleničkih plinova: ugljikovog dioksida, metana, dušikovog oksida, fluoriranih ugljikovodika, perfluoriranih ugljikovodika i heksafluorida. U posljednjih nekoliko desetljeća, koncentracije stakleničkih plinova u atmosferi povećale su se zbog izgaranja fosilnih goriva u industriji, prometu itd., što je pridonijelo globalnom zatopljenju i klimatskim promjenama. Sjedinjene Američke Države i neke manje države odbile su ratificirati protokol iz Kyota. Greenpeace smatra da je protokol postavio preskromne ciljeve kojima se neće postići veći pomaci.